# Erreur écologique
L'erreur écologique est une erreur de raisonnement dans l'interprétation de résultats statistiques au niveau individuel à partir de données agrégées. 
Son contraire est l'erreur atomiste.

## Origine de l'expression
L'expression « erreur écologique » est la traduction de l'expression anglaise « ecological fallacy ». Hanan C. Selvin est le premier à utiliser l'expression en 1958 dans un article critiquant les conclusions d'Émile Durkheim dans Le Suicide.
William S. Robinson (d)  le précéda néanmoins dans la mise en évidence du phénomène dans un article de 1950 sur la comparaison des taux d'illettrisme et les proportions de population immigrée entre les États fédérés des États-Unis, à partir des données du recensement de 1930. Il y a corrélation négative entre ces deux valeurs : plus les immigrés étaient nombreux dans un État, plus le taux d’illettrisme de cet État était faible. Pourtant, à l'échelle individuelle, les immigrés étaient en moyenne plus souvent illettrés que les autochtones. Le paradoxe tenait au fait que les immigrants, quoique plus souvent illettrés eux-mêmes, tendaient à s'installer davantage dans les États aux plus faibles taux d'illettrisme. Sans utiliser lui-même l'expression « ecological fallacy », Robinson met néanmoins en garde contre les inférences abusives à l'échelle individuelle à partir de données agrégées (« ecological data »).

## Exemples

### En géographie
En géographie, l'erreur écologique la plus courante consiste à confondre les propriétés qui valent pour un individu et celles qui valent pour un espace dans lequel il s'inscrit.
En 2015, Thierry Joliveau a proposé une lecture critique du livre Qui est Charlie ? Sociologie d’une crise religieuse d'Emmanuel Todd. Selon Thierry Joliveau, inférer la composition sociologique des manifestations faisant suite à l'attentat contre Charlie Hebdo à partir de la composition sociologique des espaces où elles se sont tenues relève de l'erreur écologique : « De la corrélation entre un plus grand taux de cadres dans l’aire urbaine et un plus grand taux de manifestants, on ne peut en déduire que les cadres sont les plus nombreux parmi les manifestants. C’est possible mais rien ne le prouve. »
Denise Pumain et Thérèse Saint-Julien donnent pour exemple d'erreur écologique le cas apparemment paradoxal de la grande attractivité migratoire de certaines régions du sud de la France aux taux de chômage élevés. Si les individus migrent généralement depuis des régions aux forts taux de chômage vers des régions aux faibles taux de chômage, comment expliquer que certaines régions du Midi de la France, notamment au Languedoc-Roussillon, présentent à la fois des taux de chômage élevés et une attractivité migratoire importante ? Le paradoxe s'effondre dès lors qu'on constate, cette fois à l'échelle des individus, que ce sont plutôt des retraités qui migrent vers ces régions (voir héliotropisme (géographie)).